# Matamoros, Tamaulipas
Matamoros là một đô thị thuộc bang Tamaulipas, México. Năm 2005, dân số của đô thị này là 462157 người.
Nó nằm trên bờ phía nam của Rio Grande, trực tiếp qua biên giới từ Brownsville, Texas, Hoa Kỳ. Matamoros là thành phố lớn thứ hai trong tiểu bang Tamaulipas. Đến năm 2016, Matamoros có dân số 520.367 người. Ngoài ra, Khu đô thị Matamoros-Brownsville có dân số 1.387.985 người, trở thành khu vực đô thị lớn thứ 4 trên biên giới Mexico-Hoa Kỳ. Matamoros là thành phố lớn thứ 39 ở Mexico và là khu đô thị lớn thứ hai ở Tamaulipas.
Matamoros là một trong những thành phố phát triển nhanh nhất ở Mexico, và có một trong những nền kinh tế phát triển nhanh nhất trong nước . Nền kinh tế của thành phố được dựa trên thương mại quốc tế với Hoa Kỳ thông qua Hiệp định NAFTA, và nó là nhà của một trong những ngành công nghiệp hứa hẹn nhất ở Mêhicô, chủ yếu là do sự hiện diện của các maquiladora.. Trong Matamoros, ngành công nghiệp ô tô là nhà máy lắp ráp và phụ kiện cho các nhãn hiệu như General Motors, Ford, Chrysler, BMW, và Mercedes Benz. Tương tự như vậy, nền kinh tế Matamoros đã được dựa trên nền nông nghiệp, vì các vùng tưới lớn nhất ở miền bắc Mexico là ở khu tự quản. PEMEX đã công bố một dự án khoan ngoài khơi với trị giá hàng tỷ đô la cho cảng Matamoros, một trong những triển vọng trong tương lai cho ngành công nghiệp dầu mỏ của Mexico.
Matamoros là một di tích lịch sử lớn, là nơi diễn ra nhiều trận đánh và các sự kiện của Chiến tranh giành độc lập ở Mexico, cuộc cách mạng Mexico, Cuộc cách mạng Texas, Chiến tranh Mexico-Mỹ cách mạng Mỹ,, và can thiệp của Pháp cho phép thành phố này có được danh hiệu Không xác định, Trung thành và Anh hùng. Quốc khánh Quốc gia Mexico được chơi lần đầu tiên trong công chúng tại Nhà hát Opera ở Matamoros. Trong một lưu ý khác, Matamoros có khí hậu bán khô cằn, có mùa đông ôn hòa, mùa hè nóng, ẩm ướt. Matamoros và Brownsville, Texas là nơi có Ngày Charro và Lễ hội Sombrero, hai dịp lễ tưởng niệm di sản của Hoa Kỳ và Mêhicô được tổ chức vào tháng 2 hàng năm.